# Дубровка (Шербакульский район)
Дубровка — деревня в Шербакульском районе Омской области. Входит в состав Кутузовского сельского поселения.

## История
Основана деревня Дубровка в 1909 году. В 1928 г. состояла из 57 хозяйств, основное население — русские. В составе Кутузовского сельсовета Борисовского района Омского округа Сибирского края.
В соответствии с Законом Омской области от 30 июля 2004 года № 548-ОЗ «О границах и статусе муниципальных образований Омской области» деревня вошла в состав образованного муниципального образования «Кутузовское сельское поселение».

## Население
| 2010 |
| ---- |
| 167  |

Гендерный состав
По данным Всероссийской переписи населения 2010 года в гендерной структуре населения из 167 человек мужчин — 92, женщин — 75 (55,1 и 44,9 % соответственно)
Национальный состав
В 1928 г. основное население — русские.
Согласно результатам переписи 2002 года, в национальной структуре населения русские составляли 53 % от общей численности населения в 191 чел..